# WWE Crown Jewel
WWE Crown Jewel is een professioneel worstel-pay-per-view (PPV) en WWE Network evenement dat georganiseerd en geproduceerd wordt door de Amerikaanse worstelorganisatie WWE. Het evenement werd gelanceerd in 2018 en is tot op heden alleen gehouden in Saoedi-Arabië. In 2025 zal dit evenement worden gehouden in Perth , Australië.

## Evenementen
| Evenement        | Datum           | Stad                 | Locatie                         | Main Event |
| ---------------- | --------------- | -------------------- | ------------------------------- | --- |
| Crown Jewel 2018 | 2 november 2018 | Riyad, Saoedi-Arabië | King Saud University Stadium    | D-Generation X (Shawn Michaels & Triple H) vs. The Brothers of Destruction (Kane & The Undertaker)                  |
| Crown Jewel 2019 | 31 oktober 2019 | Riyad, Saoedi-Arabië | King Fahd International Stadium | Seth Rollins (c) vs. "The Fiend" Bray Wyatt in een Falls Count Anywhere match voor het WWE Universal Championship   |
| Crown Jewel 2021 | 21 oktober 2021 | Riyad, Saoedi-Arabië | King Fahd International Stadium | Roman Reigns (met Paul Heyman) vs. Brock Lesnar voor het WWE Universal Championship                                 |
| Crown Jewel 2022 | 5 november 2022 | Riyad, Saoedi-Arabië | Mrsool Park                     | Roman Reigns (met Paul Heyman) vs. Logan Paul voor het WWE Universal Championship                                   |
| Crown Jewel 2023 | 5 november 2023 | Riyad, Saoedi-Arabië | Mohammed Abdo Arena             | Roman Reigns (met Paul Heyman) vs. LA Knight voor het WWE Universal Championship                                    |
| Crown Jewel 2024 | 2 november 2024 | Riyad, Saoedi-Arabië | Mohammed Abdo Arena             | Gunther (World Heavyweight Champion) vs. Cody Rhodes (WWE Championship) voor de eerste WWE Crown Jewel Championship |
| Crown Jewel 2025 | 11 oktober 2025 | Perth                | RAC Arena                       | |